# Лазерное зондирование
Лазерное зондирование — метод дистанционного зондирования.
Лазерное зондирование производится с помощью специальных приборов — лазерных локаторов (лидаров). В атмосферу посылается лазерное излучение. Сравнительный анализ посылаемого и принимаемого лидаром излучения позволяет определить дальность, фазовый состав, форму, размеры и концентрацию твердых и жидких частиц, взвешенных в воздухе, и т. д. Лазерное зондирование может выполняться как с неподвижных, так и с движущихся объектов — автомобилей, кораблей, самолетов, вертолетов, космических аппаратов.